# 唐松駅
唐松駅（とうまつえき）は、かつて北海道三笠市唐松町に設置されていた、北海道旅客鉄道（JR北海道）幌内線（支線）の駅（廃駅）である。電報略号はウマ。事務管理コードは▲131521。

## 歴史

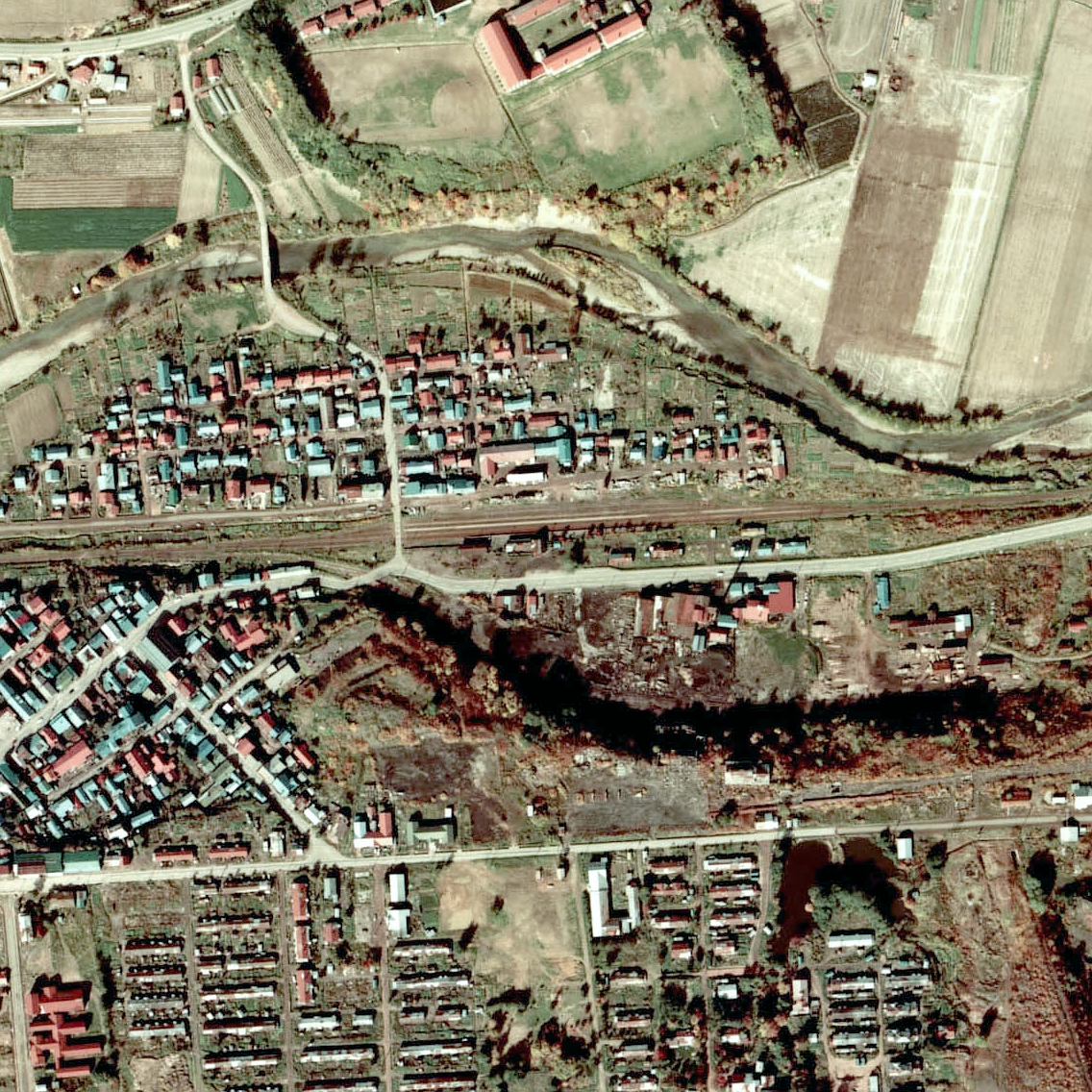
1976年の唐松駅と周囲500 m範囲。左が岩見沢方面。単式ホーム1面1線と駅裏に4本の留置線、駅舎横岩見沢側に切り欠き状の貨物ホームと引込み線を有している。かつては駅の南側台地に北炭新幌内砿があり、当駅岩見沢側から駅前の道路を横切る軌道跡が残されているが、写真では影になっている台地の崖下へ専用線が伸び、崖を利用して設置されていたホッパーから運炭していた。崖上の選炭施設も含めて全て撤去され、僅かな残骸だけが残されている。（なお稼働中の様子は国土地理院 地図・空中写真閲覧サービスの1962年撮影 MHO622-C7-40 で確認することができる。）
また、1943年（昭和18年）の閉山まで、住友鉱業（当時）唐松砿のホッパーが駅裏駅舎正面に設置されて石炭積込み線が敷かれていたが、こちらは古いために跡形も無い。

住友坂炭礦（現・住石マテリアルズ）の請願駅であった。

### 年表
- 1929年（昭和4年）
  - 12月15日：鉄道省（国鉄）幌内線支線の幌内太駅（後の三笠駅） - 幾春別駅間に石炭搬出の貨物駅として開業[3][4]。
  - 12月25日：住友坂炭砿唐松炭砿から当駅裏の積込ポケットへ輪車路敷設。運炭開始。（三笠駅への馬車軌道廃止）
- 1930年（昭和5年）8月1日：旅客・荷物の取り扱いを開始し、一般駅となる[3]。
- 1932年（昭和7年）10月12日：昭和鉱業株式会社新幌内礦業所設立（後に北炭に吸収合併）。選炭場及び積込ポケット設置、専用線敷設（時期不明）。
- 1941年（昭和16年）：駅舎改修（増築）[5]。
- 1943年（昭和18年）6月：住友鉱業唐松炭砿閉山。積込み線廃止。
- 1957年（昭和32年）：駅舎改修（増築）[5]。
- 1967年（昭和42年）：北炭新幌内炭礦が北炭幌内炭礦へ統合され、連絡坑道より幌内駅側へ出炭。一部上層残炭を北炭系列の北斗興業株式会社が譲り受け、新三笠炭礦設立。旧新幌内炭礦の施設を利用し当駅から運炭。
- 1972年（昭和47年）11月1日：三笠駅 - 幌内駅間が旅客営業を廃止し貨物支線となったため、岩見沢駅 - 幾春別駅間が本線となる[6]。
- 1973年（昭和48年）8月30日：北斗興業新三笠炭礦閉山。専用線廃止[1]。
- 1981年（昭和56年）5月25日：貨物・荷物の取り扱いを廃止[7]。駅員無配置駅となる[8]。
- 1984年（昭和59年）2月1日：簡易委託駅化。
- 1987年（昭和62年）
  - 4月1日：国鉄分割民営化により、JR北海道に継承[1]。
  - 7月13日：幌内線の全線廃止に伴い、廃駅となる[3]。

### 駅名の由来
付近の沢の名に由来し、国鉄北海道総局が1973年（昭和48年）に発行した『北海道駅名の起源』では「明治22年ごろ藤松某が木炭を焼いていたので『藤松沢』と呼ばれたが、いつしか唐松沢に転じたもの」としている。

## 駅構造
廃止時点で、単式ホーム1面1線を有する無人駅であった。以前は相対式ホーム2面2線を有しており、列車行き違い設備もあったが、駅舎側の1線を残して撤去された。駅舎はギャンブレル屋根（二面切妻二段勾配屋根）が特徴であり、待合室部分と駅事務室部分の2棟が直交した独特の形態である。

## 駅周辺
- 唐松郵便局
- 北海道中央バス「唐松1丁目」停留所

## 廃止後の現状
廃駅後しばらくはそのまま放置され、廃墟となり荒れ放題となっていたが、地元有志により駅周辺の整備、駅舎の修復、記念品の展示、看板のかけ替えが行われ、現役当時の雰囲気に戻った。

## 隣の駅
北海道旅客鉄道（JR北海道）
幌内線
三笠駅 - 唐松駅 - 弥生駅